# Brez povratka 4
Brez povratka 4 (izvirni angleški naslov The Final Destination) je 3D nadnaravna grozljivka iz leta 2009, delo filmskega režiserja Davida R. Ellisa in scenarista Erica Bressa. Avtorja sta skupaj delala že na prejšnjemu delu serije. Film je izšel 28. avgusta 2009 v distribuciji New Line Cinema in Warner Bros. Je četrti del istoimenske filmske serije ter prvi, ki je bil posnet v HD 3D tehniki. Je tudi najbolj donosen del serije, saj je prinesel 186 milijonov USD prihodkov s predvajanjem po vsem svetu, čeprav je prejel najslabše kritike. Filmu je leta 2011 sledil peti del serije.

## Vsebina
Študent Nick O'Bannon se udeleži avtomobilske dirke s svojim dekletom Lori Miligan in njunima prijateljema, Huntom Wynorskijem in Janet Cunningham, ko doživi vizijo, v kateri se zgodi strašna nesreča, ki povzroči nekaj smrtnih žrtev in uniči prizorišče. Nick sproži paniko in se spre s Carterjem Danielsom, ki svoji ženi naroči, da počaka na prizorišču, ko bo on sledil Nicku ven. Prizorišče zapustijo tudi avtomehanik Andy Kewzer in njegovo dekle Nadia Monroy ter mlada mama Samantha Lane, sledi pa jim varnostnik George Lanter. Ko se zgodi nesreča, George ne dovoli Carterju, da bi se vrnil po svojo ženo. Med kričanjem na ostale Nadio obglavi avtomobilska guma, ki prileti iz stadiona.
Nekaj dni po nesreči želi pijani Carter zažgati križ pred Georgevo hišo, saj ga krivi za smrt žene. Vendar čudna naključja povzročijo, da se njegov tovornjak odpelje sam od sebe. Ko Carter skuša prevzeti nadzor nad vozilom, ga zagrabi kljuka, ki se vžge in tako Carterja ubije. Naslednji dan Samantho ob koncu obiska lepotilnega salona ubije kamen, ki prileti v njeno oko. Ko o tem prebere Nick v časopisu, je prepričan, da Smrt prihaja po življenja v istem zaporedju, kot bi morali umreti v nesreči. Hunt in Janet mu nočeta verjeti, vendar prepriča Georgea. Skupina želi opozoriti Andya, vendar slednjega po vrsti čudnih naključij odvrže v kovinsko ograjo, kjer ga razkosa. Ko Nick dobi vizijo v zvezi z vodo, se odpravi opozorit Hunta, ki je odšel na kopališče, Lori in George pa skušata najti Janet, ki obtiči v avtopralnici. Hunt odvrže svoj srečni kovanec v bazen in ko gre ponj, se začne bazen prazniti. Ujame se na odprtino za praznjenje bazena in njegovo drobovje povleče skozi sistem še preden ga Nick utegne rešiti. Lori in George v zadnji sekundi rešita Jannet iz avtopralnice. Kasneje skuša George narediti samomor, ker se obtožuje za smrt svoje družine v prometni nesreči, vendar vsak poskus samomora propade. Lori verjame, da so se s tem, ko so rešili Janet, izbrisali iz seznama smrti. Zato začnejo proslavljati. 
Nick se nato spomni kavboja Jonathana Grovesa, s katerim so zamenjali sedeže na dirki. Zave se, da je on naslednji na smrtnem seznamu. Z Georgom se odpravita v bolnišnico, kjer Jonathan okreva zaradi poškodb iz nesreče na dirki. Ko voda iz kadi v nadstropju, ki leži nad Jonathanovo sobo, začne curljati na elektronske naprave, Jonathan pade iz postelje in poskuša prečkati sobo do izhoda. Ravno ko prideta Nick in George, se na Jonathana sesuje kad. Nato Georga na cesti povozi rešilni avto, Nick pa spozna, da sta Lori in Janet še vedno v nevarnosti. Steče v kino in reši Lori, Janet pa zaradi spleta naključij umre, ko pride do eksplozije za filmskim platnom. Stavba se zaradi eksplozije začne sesuvati in Lori povleče mehanizem premikajočih stopnic ter jo ubije. Nick se zave, da je to vizija in rešilec nenadoma povozi do smrti Georgea.
V kinu Lori začne sumiti, da je nekaj narobe, vendar jo Janet miri. Nick steče v sobo za filmskim platnom, da bi preprečil eksplozijo, vendar ga tam pištola za žeblje zbije na tla. Tako aktivira požarni alarm in vsi so rešeni. Čez dva tedna Nick opozori delavca blizu njihovega najljubšega bara »Ubijalska kava« na napako pri delu, vendar ga ta presliši. Med pogovorom z Lori in Janet se Nick spomni, da jih Smrt želi ubiti na mestu, ko bodo vsi skupaj. Ravno v tistem trenutku zaradi napake delavca pridrvi tovornjak v bar in jih pobije. Nato v rentgenskem slogu prikaže, kako vsi trije umrejo.

## Igralci
- Bobby Campo kot Nick O'Bannon
- Shantel VanSanten kot Lori Milligan
- Nick Zano kot Hunt Wynorski
- Haley Webb kot Janet Cunningham
- Mykelti Williamson kot George Lanter
- Krista Allen kot Samantha Lane
- Andrew Fiscella kot Andy Kewzer
- Justin Welborn kot Carter Daniels
- Stephanie Honoré kot Nadia Monroy
- Lara Grice kot Cynthia Daniels
- Jackson Walker kot Jonathan Groves
- Brendan Aguillard kot Ryan Lane